# Центральный комитет КПСС
Центра́льный комите́т Коммунисти́ческой па́ртии Сове́тского Сою́за (Центра́льный комите́т КПСС, ЦК КПСС) (до весны 1917: ЦК РСДРП, 1917—1918: ЦК РСДРП(б), 1918—1925: ЦК РКП(б), 1925—1952: ЦК ВКП(б)) — высший партийный орган в промежутках между съездами партии. Наибольший по численности состав ЦК КПСС (412 членов) был избран на XXVIII съезде КПСС (1990).
В. Ленин и другие основатели РСДРП первоначально задумывали организацию с принципами внутренней демократии, вследствие чего в партии никогда не было должности председателя, председателя ЦК или председателя Политбюро ЦК. Секретарь ЦК изначально имел техническую роль.
После провала Августовского путча 23 августа 1991 года деятельность Московского городского комитета КПСС и его районных организаций была приостановлена. В соответствии с распоряжением мэра Москвы Г. Х. Попова № 125РМ от 22 августа 1991 года, были опечатаны и взяты под охрану ГУВД г. Москвы здания, занимаемые органами КПСС (включая комплекс зданий ЦК КПСС и МГК КПСС на Старой площади); правительственная связь, телефоны и электричество в них были отключены.
В тот же день указом Президента РСФСР была приостановлена деятельность региональных партийных организаций на территории республики. Верховный Совет СССР своим постановлением 29 августа 1991 года приостановил деятельность Центрального комитета КПСС, здания и другое имущество партии были опечатаны. 6 ноября 1991 года Президент РСФСР Б. Н. Ельцин своим указом запретил деятельность КПСС и её республиканской организации — КП РСФСР на территории России, имущество партии было изъято в собственность российских властей. 30 ноября 1992 года Конституционный суд России признал незаконным роспуск первичных организаций КП РСФСР-КПСС, но оставил в силе роспуск Центрального комитета партии.

## Полномочия ЦК КПСС
Согласно уставу КПСС, ЦК осуществлял руководство всей деятельностью партии, республиканских и местных партийных органов, руководил кадровой политикой партии. Некоторое время на заседания никогда не собирались вместе все члены ЦК РКП(б): ни разу не собирались вместе 21 член ЦК РКП(б), избранные на VI съезде, никогда не собирались вместе 19 членов ЦК РКП(б), избранные на VIII съезде.
ЦК КПСС направлял работу центральных государственных и общественных организаций, трудящихся через партийные группы в них, создавал различные органы, учреждения и предприятия партии и руководил их деятельностью, назначал редакции центральных газет и журналов, работающих под его контролем, распределял средства партийного бюджета и осуществлял контроль его исполнения.
ЦК КПСС был коллегиальным руководящим органом, ЦК КПСС проводил регулярно пленумы — собрания всех членов и кандидатов в члены ЦК (согласно уставу партии, не менее одного раза в 6 месяцев); кандидаты в члены ЦК имеют на пленумах совещательный голос. По сложившейся практике в работе пленумов ЦК с правом совещательного голоса принимали участие члены Центральной ревизионной комиссии КПСС (ЦРК). На Пленумах ЦК избирал Политбюро (Президиум), Секретариат и Оргбюро ЦК, Комиссию партийного контроля (1934—1990).

## Политбюро ЦК КПСС
Политбюро ЦК КПСС было высшим партийным органом, руководившим политической работой ЦК между его Пленумами. Как постоянный орган действовало после VII съезда РКП(б). Решало наиболее важные политические, хозяйственные и внутрипартийные вопросы.

## Секретариат ЦК
Секретариат ЦК являлся коллективным руководящим рабочим органом ЦК КПСС. В его состав входили секретари ЦК КПСС.
В 1990 были введены 5 членов Секретариата, не являвшихся секретарями ЦК КПСС.

## Оргбюро ЦК
Этот орган существовал в 1919 — 52, однако фактически дублировал деятельность Секретариата и по этой причине реальной роли не играл.

## Генеральный секретарь ЦК КПСС

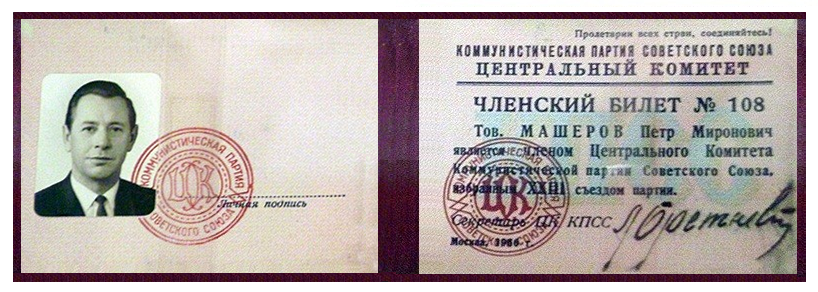
Членский билет ЦК КПСС Петра Машерова 1966 год. Аналогичным образом по дизайну и содержанию выглядели членские билеты членов центрального комитета (ЦК КПСС)

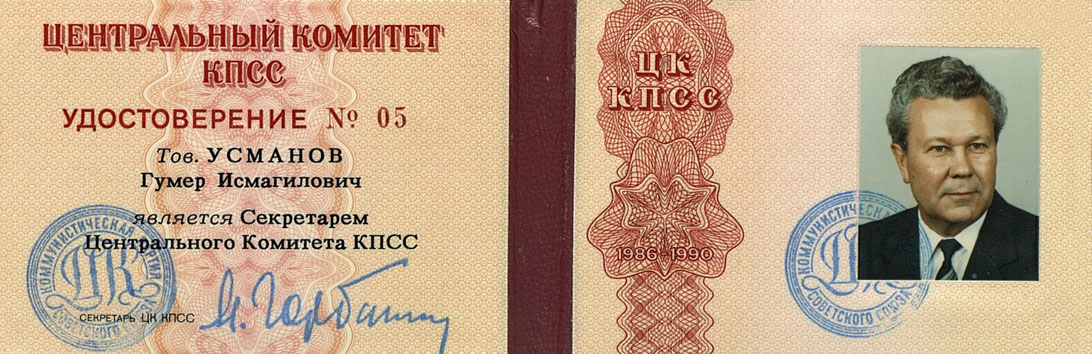
Служебное удостоверение одного из секретарей ЦК КПСС Гумера Усманова
с 1986 по 1990 годы

- В 1917—1918 — секретарь Бюро ЦК РСДРП(б), 1918—1919 — Председатель Секретариата ЦК РКП(б), в 1919—1922 — Ответственный секретарь ЦК РКП(б), в 1953—1966 — Первый секретарь ЦК КПСС
- В 1917 году Яков Михайлович Свердлов подписывал некоторые партийные директивы как Председатель ЦК РСДРП(б), но никогда не избирался на эту должность. До назначения И. В. Сталина (1922) должность ответственного секретаря ЦК была чисто технической и не связанной с партийным руководством. Однако уже за несколько лет до этого сложилась практика, когда (ответственные) секретари местных партийных комитетов находились в подчинении ответственного секретаря ЦК.
- 1917 — Елена Дмитриевна Стасова
- 1918—1919 — Яков Михайлович Свердлов
- 1919 — Елена Дмитриевна Стасова
- 1919—1921 — Николай Николаевич Крестинский
- 1921—1922 — Вячеслав Михайлович Молотов (Скря́бин)
- 1922—1934 — Иосиф Виссарионович Сталин (Джугашвили).
- В 1934 году должность генерального секретаря ЦК ВКП(б) была отменена решением XVII съезда партии и в списке официальных должностей она не существовала до 1953 года, когда её возобновил сентябрьский пленум ЦК КПСС как пост Первого секретаря ЦК. Не считаясь с этим фактом, в ряде как прижизненных публикаций (включая официальную «Краткую биографию» 1947 года издания), так и в БСЭ И. В. Сталина продолжали именовать генеральным секретарём, сам Сталин с 1934 года в основном подписывался как секретарь ЦК, но в ряде документов военных и послевоенных лет также именуется генеральным секретарём[8][9].
- 1953—1964 — Никита Сергеевич Хрущёв.
- 1964—1982 — Леонид Ильич Брежнев.
- 1982—1984 — Юрий Владимирович Андропов.
- 1984—1985 — Константин Устинович Черненко.
- 1985—1991 — Михаил Сергеевич Горбачёв.

## Съезды РСДРП, РКП(б), ВКП(б) и КПСС
Приводится число избранных членов ЦК

| - 1898 — I съезд РСДРП — 3 члена - 1903 — II съезд РСДРП — ЦО, ЦК и Совет партии - 1905 — III съезд РСДРП — неизвестно - 1906 — IV съезд РСДРП — 10 членов - 1907 — V съезд РСДРП — 12 членов, 22 кандидата - 1917 — VI съезд РСДРП(б) — 21 член, 10 кандидатов - 1918 — VII съезд РКП(б) — 15 членов, 8 кандидатов - 1919 — VIII съезд РКП(б) — 19 членов, 8 кандидатов - 1920 — IX съезд РКП(б) — 19 членов, 12 кандидатов | - 1921 — X съезд РКП(б) — 25 членов, 15 кандидатов - 1922 — XI съезд РКП(б) — 27 членов, 19 кандидатов - 1923 — XII съезд РКП(б) — 40 членов и 17 кандидатов - 1924 — XIII съезд РКП(б) — 53 члена и 34 кандидата - 1925 — XIV съезд ВКП(б) — 63 члена и 43 кандидата - 1927 — XV съезд ВКП(б) — 71 член и 50 кандидатов - 1930 — XVI съезд ВКП(б) — 71 член и 67 кандидатов - 1934 — XVII съезд ВКП(б) — 71 член и 68 кандидатов - 1938 — XVIII съезд ВКП(б) — 71 член и 68 кандидатов | - 1952 — XIX съезд КПСС — 125 членов и 111 кандидатов - 1956 — XX съезд КПСС — 133 члена и 122 кандидата - 1959 — XXI съезд КПСС - 1961 — XXII съезд КПСС — 175 членов и 155 кандидов - 1966 — XXIII съезд КПСС — 195 членов и 165 кандидатов - 1971 — XXIV съезд КПСС — 241 член и 155 кандидатов - 1976 — XXV съезд КПСС — 287 членов и 139 кандидатов - 1981 — XXVI съезд КПСС — 319 членов и 151 кандидат - 1986 — XXVII съезд КПСС — 307 членов и 170 кандидатов - 1990 — XXVIII съезд КПСС — 412 членов, кандидаты не избирались |

## Аппарат ЦК
| В 1980-е годы, до октября 1989 г. аппарат ЦК КПСС включал: 1. Отдел административных органов; 2. Военный отдел (на его правах существовало Главное политическое управление Советской Армии и Военно-Морского Флота); 3. Международный отдел; 4. Отдел международной информации; 5. Отдел ЦК КПСС по связям с коммунистическими и рабочими партиями социалистических стран; 6. Отдел оборонной промышленности; 7. Общий отдел; 8. Отдел внешней торговли; 9. Отдел информации; 10. Отдел культуры; 11. Отдел лёгкой промышленности и товаров народного потребления; 12. Отдел машиностроения; секторы: Автомобильной промышленности; 13. Отдел науки и учебных заведений; 14. Отдел организационно-партийной работы. функциональные секторы: Контроль над партдокументами; Обучения и переобучения кадров; Работа с общественными организациями, Советами и комсомолом; Инспекция; региональные секторы: Украина, Молдавия; Средняя Азия, Казахстан; Закавказье; Прибалтика, Белоруссия; 15. Отдел плановых и финансовых органов; | 1. Отдел пропаганды и агитации секторы: пропаганды, агитации, массовой работы, прессы, радио и телевидения; 2. Отдел сельского хозяйства и пищевой промышленности; 3. Отдел строительства; 4. Отдел торговли и бытового обслуживания; 5. Отдел транспорта и связи; 6. Отдел тяжёлой промышленности и энергетики; 7. Отдел химической промышленности; 8. Экономический отдел; 9. Отдел по работе с заграничными кадрами и выездам за границу; 10. Инспекция; 11. Управление делами. До октября 1989 г. было 20 отделов. С октября 1989 г. стало 10 отделов: 1. Отдел партийного строительства и кадровой работы; 2. Идеологический отдел; 3. Социально-экономический отдел; 4. Аграрный отдел; 5. Оборонный отдел; 6. Государственно-правовой отдел; 7. Международный отдел; 8. Общий отдел; 9. Управление делами; 10. Отдел для связей с общественно-политическими организациями. |

Основными задачами аппарата ЦК были подготовка принятия решений Политбюро и Секретариатом и контроль за их исполнением.
Фактически аппарат ЦК подбирал и увольнял широкий круг руководителей региональных партийных и советских организаций, крупнейших предприятий, государственных чиновников первого и второго эшелонов, дипломатов, председателей общественных организаций и творческих союзов (номенклатура).
Второй по значимости функцией аппарата ЦК был контроль за перераспределением материальных ресурсов в подведомственной сфере народного хозяйства СССР.
Третьей функцией аппарата был контроль за исполнением принятых Политбюро и Секретариатом решений, а также общий контроль за ситуацией в соответствующих сферах. Например, в международном отделе был штатный сотрудник, отвечавший за католичество, своего куратора в секторе театрального искусства отдела культуры имели цирки и театры оперетты, а контролем за производством боевых отравляющих веществ занимался целый сектор кремнийорганических соединений отдела химической промышленности.
Сектор газет отдела пропаганды санкционировал размещение статей в центральных изданиях, международный отдел и отдел по связям с коммунистическими и рабочими партиями социалистических стран давали разрешение на приезд каждого члена всех официальных иностранных делегаций, посещавших СССР, а Комиссия по выезду и отдел по работе с заграничными кадрами регулировали вопросы выезда за рубеж каждого из граждан СССР персонально.
Численность аппарата составляла в 1988 году 1940 ответственных и 1275 технических работников.
Согласно Н. А. Митрохину: «малоизвестные широкой публике функционеры» Аппарата ЦК «весили в политической и административно‑хозяйственной жизни страны нередко поболее, чем члены ЦК КПСС».

## Научно-исследовательские и учебные заведения
При ЦК существовало четыре научно-исследовательских и учебных заведения: Институт марксизма-ленинизма при ЦК КПСС; Институт общественных наук при ЦК КПСС; Высшая партийная школа при ЦК КПСС; Академия общественных наук при ЦК КПСС.
В функционировавшем в закрытом режиме под руководством Международного отдела ЦК Институте общественных наук готовили кадры для коммунистических, рабочих и революционно-демократических партий и движений несоциалистических стран и изучали проблемы этих движений.

## Помощь зарубежным коммунистическим партиям
Для поддержки коммунистических партий в капиталистических и развивающихся странах существовал «Международный фонд помощи левым рабочим организациям», который формировался из добровольных взносов КПСС в размере более 20 млн долларов и компартий социалистических стран Варшавского блока в размере 2-3 млн долларов.
В 1989 году из Фонда была оказана помощь 73 коммунистическим, рабочим и революционно-демократическим партиям и организациям. Общая сумма выделенных средств составила 21,2 млн долларов. Всего из фонда оказывалась интернациональная помощь 93 компартиям и движениям.
Система тайного финансирования зарубежных коммунистических партий была организована следующим образом. Решением Политбюро предписывалось Правлению Госбанка СССР выдать заведующему Международным отделом ЦК КПСС определённую сумму. То есть финансирование осуществлялось не за счет средств самой КПСС, а за счет Госбанка СССР, безвозмездно. Во Внешэкономбанке СССР был открыт валютный спецсчёт-депозит № 1, распорядителем которого был заведующий Международным отделом ЦК КПСС. На него и зачислялись средства «Международного фонда помощи левым рабочим организациям». После получения этих средств в иностранной валюте наличными заместитель заведующего Международным отделом связывался с одним руководителей ПГУ КГБ, после чего один из сотрудников этого управления под расписку забирал деньги, и далее они передавались через действовавших в соответствующей стране советских разведчиков представителю соответствующей коммунистической партии. Через какое-то время ПГУ КГБ предоставляло в Международный отдел расписку от получении средств.
В 2015 году телекомпания НТВ в программе «Темное дело» показала документальный детективный фильм «Кто украл золото КПСС». В 2018 году телеканал ТВ Центр показал документальный фильм «Золото партии — Девяностые». В них бывший руководитель следственной группы Генеральной прокуратуры России по Делу КПСС Сергей Аристов рассказал, что в результате прокурорской проверки, в августе 1991 после капитуляции ГКЧП в здании Центрального комитета КПСС (далее — ЦК КПСС) были обнаружены служебные записки и письма коммунистических партий стран Восточной Европы, касающиеся подпольной партийной деятельности коммунистических партий в капиталистических и развивающихся странах.
За 30 лет Итальянская компартия получила от КПСС полмиллиарда долларов. В 1987 году Французская коммунистическая партия на дополнительные партийные нужды получила 1 млн долларов. Ирландская национальная освободительная армия получила 5 млн долларов.
В 1989 году в документе международного отдела ЦК КПСС от 25.12.1989 говорится: Удовлетворить просьбу 62 партий за счёт средств «Международного фонда помощи левым рабочим организациям». Компартия Финляндии, Компартия Дании, Компартия Мартиники, Гваделупы, Нигерии и Мадагаскара будут включены дополнительно — подпись заведующий Фалин В. М.
В августе 1991 года в сейфе международного отдела ЦК КПСС было обнаружено 2 млн наличных долларов, предназначенных для Компартии США.
Помимо тайной передачи средств наличными, иногда использовался такой канал финансирования, как так называемые «фирмы друзей». То есть зарубежные фирмы, контролируемые соответствующей коммунистической партией, совершали сделки на нерыночных условиях с советскими внешнеторговыми организациями, что зачастую приводило к накоплению долгов этих фирм перед советской стороной, после чего они безвозмездно списывались. Также финансирование зарубежных коммунистических партий осуществлялось через редакцию журнала «Проблемы мира и социализма».
Кроме тайного финансирования коммунистических партий в капиталистических и развивающихся странах в некоторых случаях по решениям Политбюро производилась «поставка специмущества», то есть снабжение оружием компартии или иной просоветской организации, ведущей вооруженную борьбу или готовящейся к ней. В качестве адресата подобной помощи упоминались Иракская коммунистическая партия, Африканский национальный конгресс, Народная организация Юго-Западной Африки, просоветские подпольные организации Ирана, Йемена и Анголы. Также члены иностранных компартий (например коммунистической партии Турции, суданской коммунистической партии) иногда проходили не только идеологическую, но и военную подготовку в СССР для ведения вооруженной борьбы на территории своей страны. При ЦК КПСС имелась так называемая «группа партийной техники», которая занималась изготовлением поддельных документов для нужд зарубежных коммунистических партий и иных просоветских организаций.

## Партийные капиталы ЦК КПСС
К моменту прекращения деятельности ЦК КПСС на балансе партии числились здания «Домов дружбы» в СССР и странах Европы, здания обкомов, горкомов, райкомов, высших партийных школ:
- 4228 — административных зданий
- 131 — общественно-политический центр
- 134 — гостиницы
- 112 — архивов
- 16 — исследовательских институтов
- 41 — учебное заведение
- 54 — дома-музея В. И. Ленина
- 23 — санатория и дома отдыха
- 145 — автобаз
- 840 — гаражей

Бывший руководитель следственной группы по Делу КПСС Сергей Аристов, бывший министр печати Михаил Полторанин, бывший Заместитель Председателя Верховного Совета России Владимир Шумейко и генерал милиции Александр Гуров в интервью документального детектива НТВ и ТВ Центр сообщили, что в 1990—1991 годах ЦК КПСС и КГБ с целью приумножить и сохранить свои партийные капиталы проводили сверхсекретную работу по организации коммерческой деятельности партии, которая внедрялась в рыночную экономику. Партия массово участвовала в создании коммерческих предприятий, банков, кооперативов, ТОО, АО, фондов. По версии генерала МВД России Александра Гурова и бывшего министра печати Михаила Полторанина намерение сохранить и приумножить партийный капитал привело к тому, что сама партия взрастила олигархию и осуществляла разграбление страны, выводя партийные активы за рубеж.
Следователям удалось найти и доказать шесть сотен различных юридических лиц и больше десятка банков. Некоторые из них: малое предприятие «Галактика» (300 млн рублей), экспериментальное объединение «Логос» (40 млн.рублей), пять сотен совместных предприятий и советско-швейцарская компания СП «SEABECO Group», возглавляемая Борисом Бирштейном, которая ежегодно экспортировала из СССР товаров на 150 млн долларов.
В фильме НТВ были показаны организации «Тверьуниверсалбанк», «Банк Империал», «Банк Менатеп», Коммерческий банк профсоюзных организаций «Профбанк», «Российский национальный коммерческий банк» и акции «Промышленного концерна AFT», АО ТД ЦУМ, «Дока Хлеб», предположительно созданные на деньги ЦК КПСС.
Работу по организации коммерческой деятельности партии курировали управделами ЦК КПСС Николай Кручина и полковник КГБ Леонид Веселовский, которые перепоручали доверенным лицам партийные финансы, назначали на посты в коммерческих структурах, брали «личное обязательство перед КПСС»:
Я, Фамилия Имя Отчество, член КПСС с ______ года настоящим подтверждаю сознательное и добровольное решение стать доверенным лицом партии и выполнять доверенные мне партией задания на любом посту и в любой обстановке. Не раскрывая своей принадлежности к институту доверенных лиц. 
 Обязуюсь хранить и бережно использовать в интересах партии доверенные мне финансовые и материальные средства. Возврат которых гарантирую по первому же требованию. 
Подпись_______ Подпись принял _______Личное обязательство перед КПСС
Бывший председатель Госбанка СССР и России Виктор Геращенко сообщил, что в Государственном банке СССР существовало три кассы. В кассе КГБ было 25 млн долларов, которые исчезли после 1 января 1992 года. В кассе на счетах ЦК КПСС оставалось 6 млрд 9 млн 173 тыс. 703 рубля 19 коп.; в долларах США 14 млн 182 тыс. 214 долларов 25 центов, которые были арестованы и по итогу инфляции обесценены.
В 1992 году между председателем Правительства России Егором Гайдаром (заказчик) и американским детективным агентством «Kroll Associates» (исполнитель) за 1,5 млн долларов был заключён договор о проведении расследования и выявлении денежных фондов и активов КПСС и её доверенных лиц, находящихся за рубежом КПСС. Через 90 дней исполнитель представил заказчику результаты расследования, которые не были переданы в правоохранительные органы и были засекречены.
По версии бывшего министра печати и информации, заместителя председателя правительства России Михаила Полторанина общая сумма засекреченного партийного золота ЦК КПСС составляет 3,5 триллиона долларов.